# Warstein

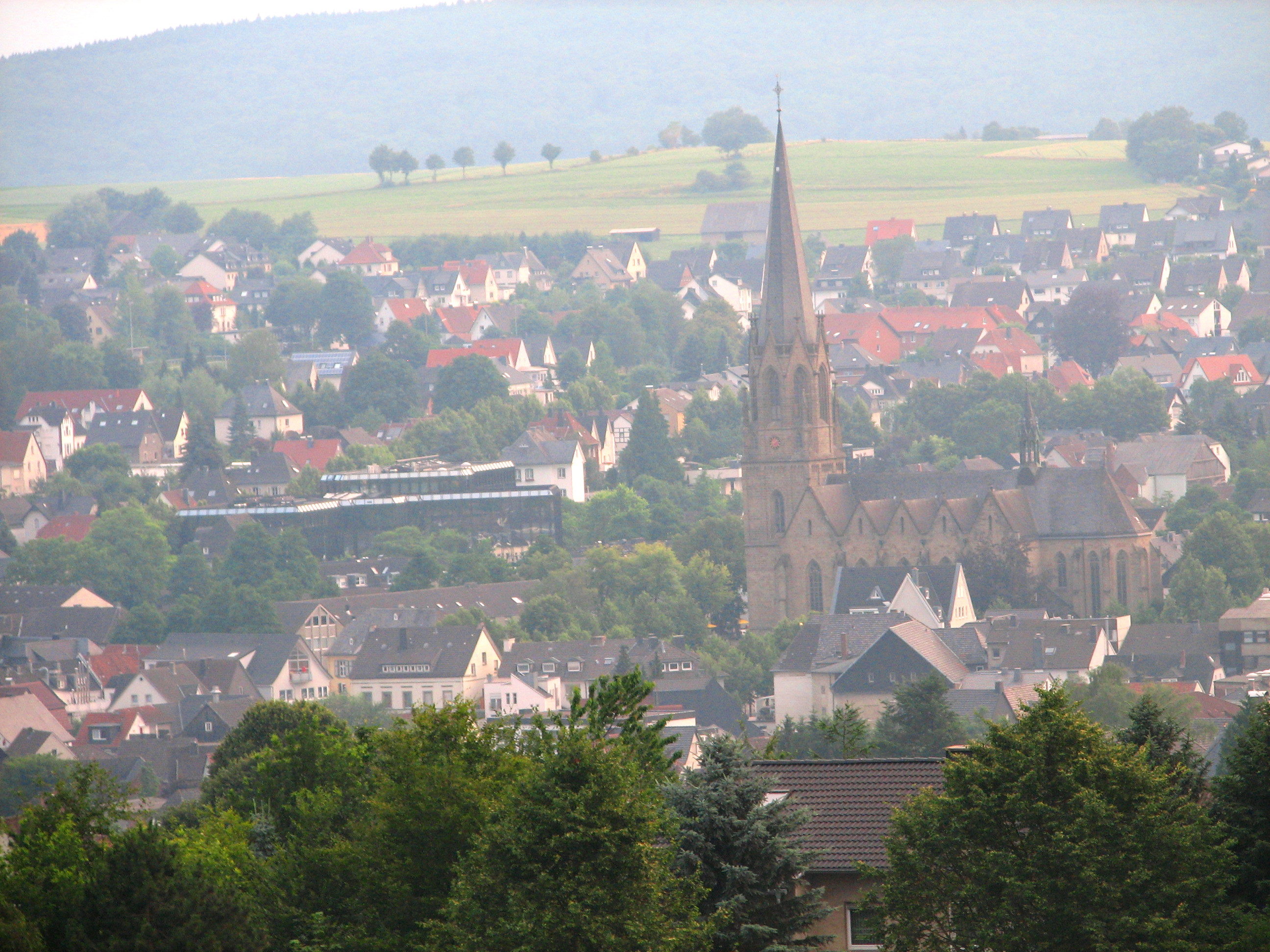
St. Pankratiuskyrkan i Warstein

Warstein är en stad i det tyska förbundslandet Nordrhein-Westfalen. Staden har cirka 24 000 invånare, på en yta av 158 kvadratkilometer.
Warstein är känd för ölen och bryggeriet Warsteiner som är en viktig arbetsgivare.